# Lara Fabian
Lara Fabian (Etterbeek, Belgium, 1970. január 9. –) belga-olasz származású kanadai énekesnő, zeneszerző, szövegíró. Sokat énekel olaszul, franciául, spanyolul, angolul, és pár alkalommal már németül és portugálul is.
Lemezei eddig világszerte több mint 20 millió példányban keltek el.

## Gyermekkora
Flamand apától és szicíliai anyától származik, így a szicíliai olasz dialektus az anyanyelve. Nagyon fiatalon kezdett tanulni zongorázni. Gyermekkorában sokat költöztek. Az első 5 évben Cataniában laktak, majd Brüsszelben. 1986-ban jelent meg az első lemeze, amellyel egy  francia énekes (Daniel Balavoine) iránti hódolatát kívánta kifejezésre juttatni. Művésznevéből a Lara a Zsivago doktor hősnőjének keresztneve, a Fabian pedig egy nagybátyjára emlékeztet.

## Karrierjének a kezdete
1988-ban Luxemburgot képviselte az Eurovíziós Dalfesztiválon, ahol 4. helyezést ért el "Croire" című dalával.
Ez a dal nagyon kelendő volt, több mint 500 ezer példány fogyott el belőle.
1990-ben, tanulmányai befejezése után Kanadába utazott, hogy a harmadik kislemezét bemutassa.
1991-ben 1000 dollárral a zsebében, útnak indult Rick Allisonnal, hogy Észak-Amerikában építsen karriert. Neki is köszönheti, hogy nemzetközileg ismert lett.
A lemezzel 1991-ben debütált, amit Belgiumban készítettek ugyan, de Kanadában jelent meg az év augusztusában. 100 ezer példányban kelt el, 1993-ban arany-, majd a következő évben már platinalemez lett.
A sikerhez viszont kellett az is, hogy a lemezen vidám hangulatú, popos táncdalok is helyet kapjanak. Ilyen volt pl. a Le your oú tu partira.
Az 1993-as ADISQ gálán kiosztották a Felix-díjat, ami akkora elismerésnek számít, mint Amerikában a Grammy-díj, és akkoriban őt tartották a legígéretesebb quebeci énekesnőnek.

## Első sikere
Lara első áttörő sikerét a Carpe Diem című lemez hozta meg, 1994-ben. Nem sokkal a megjelenése után aranylemez lett, és a következő évre a  háromszoros platina státuszt is elérte. Lara elkezdett turnézni a lemezen szereplő dalokkal. Ez a turné több mint 150 000 rajongót vonzott. 
Az 1995-ös ADISQ-gálán már két díjat vehetett át. Az egyik "Az év legjobb show-ja" a másik pedig "Az év legjobb énekesnője" volt. Utóbbit a közönség ítélte oda neki.
1995-ben Serga Lama megkérte, hogy énekelje el vele duettben a Je suis malade című számát, ami akkora sikert aratott, hogy Serga egyből megkérte Larát, hogy énekelje el még egyszer a számot, ezúttal csak egyedül.
1996-ban felkérték, hogy ő legyen Esmeralda hangja.

## A nagy áttörés (1997-1999)
Lara 1997 júniusában megjelent lemeze, a "Pure", Franciaországban több mint kétmillió példányszámban kelt el, és olyan slágereket tartalmaz, mint pl. a La Difference.
Abban az évben újra megkapta a Félix-díjat a legnépszerűbb lemez kategóriában. A lemez, amely olyan világslágereket tartalmaz, mint a "Je'taime", a "Tout" vagy éppen a "Humana", hatalmas sikert hozott Larának Európában. Ezek a dalok megjelentek kislemezként is, és dalonként több mint egymillió példányban keltek el.
1998 januárjában Johnny Hallydayjel énekelt egy duettet, a címe "Requiem pour un fou".
A koncertjei telt házasak voltak. A jegyek hetekkel a koncert előtt elkeltek.
Első kanadai énekesként abban a megtiszteltetésben részesült, hogy kiállították viaszból készült képmását a Viaszmúzeumban.
1998-ban ismételten Félix-díjat kapott, most "A legismertebb művész Quebecen kívül" kategóriában.
1998 hátralévő hónapjait Franciaországban töltötte. Még abban az évben belekezdett egy 24 várost felölelő turnéba. Ezek a koncertek is egytől egyig telt házasak voltak. Több mint 150 000 ember előtt énekelt.
1999-re több mint 7 millió lemezt adott el.

## A nagy siker
1999-ben megjelentette következő lemezét, amin olyan világslágerek is helyett kaptak, mint az "I Will Love Again", vagy az "Adagio", és azonnal a slágerlista első helyére ugrott. 
Az "I Will Love Again" kislemez is az első helyen debütált.

## A francia gyökerek
2001 őszén Lara visszatért a francia gyökerekhez: Franciaországban megjelent a következő lemeze, a "Nue".
Az utóbbi évek érzelmeit, amiben Rick Allisonnak is óriási szerepe volt, egy nagyon személyes lemezzel dokumentálta. Ezzel megszabadult minden negatív kritikától, ami addig érte őt, és megmutatta, mennyire sebezhető, törékeny, és a kivételes hangja ellenére képes kinyitni szívét és lelkét az emberek felé.
A "J'y croire encore" című dala a francia slágerlisták első helyén végzett, akárcsak a lemez, ami nem sokkal a dal után megjelent Portugáliában is.
2002 végén megjelentetett egy DVD-t is, amelyen a legnagyobb slágerei is helyet kaptak. A DVD-n van egy megható pillanat is, ami a "Je t'aime" című dallal kapcsolatos. A dalt a közönség énekelte végig, Lara meghatódására.

## 2003 - akusztikus koncertek
2003-ban jelent meg az a CD, DVD, ami Európában a legnagyobb sikereket érte el: az "En toute intimité" című lemez. Lara a DVD-n is megörökített pár mondatot a koncerten: tiszteletét tette Céline Dion előtt, akivel a média évekig összemérte őt.

## 2004 - siker és a visszavonulás
2004 év elején elkészítette a második angol nyelvű lemezét "A Wonderful Life" címmel, amely bár nem ért el túlzottan nagy sikereket, de pozitív kritikákat kapott.
Két szám a lemezről mégis filmbetétdal lett. Ezek egy kicsit jobban reflektorfénybe kerültek: az "I Guess I Loved You" és a "Love by Grace".  Az elsőnek egy brazil film betétdalául szolgált, mivel Brazíliában igen erős szenvedély él Lara zenéje iránt.
Lara az elkövetkezendő hónapokban úgy döntött, hogy visszavonul a nyilvánosság elől. Az újságok elkezdték írni, hogy nagyon súlyos beteg lett, és ezért nem lehet látni. Ez nem volt igaz, olyannyira, hogy egy interjú erejéig megjelent, és elmagyarázta az okokat.

## 2005 - A visszatérés éve
Franciaországban és Kanadában új lemezzel rukkolt ki, amely teljesen másmilyen volt, mint az előzőek. Lara nagy változásokon ment át zeneileg és magánéletében is.
A megjelent lemez első slágere a "La lettre" volt, amit az akkori kedvesével írt. A lemez érdekességét az adta, hogy a rajta szereplő dalok gyönyörű történeteket mesélnek el. 
Azután óriási „Un regard 9" turné következett; Franciaországban, Belgiumban, Svájcban, Libanonban, Oroszországban, Quebecben, Törökországban, Luxemburgban, Mauritius szigetén, a tengeren túli francia területeken, a Karib-szigeteken és Óceániában (több mint 60 koncert és nyári turné). Emberek százezrei várták a koncerteket.

## 2006 - a nagy duett
Ebben az évben sikeres duettet énekelt olaszul Gigi D'Alessióval. A dal franciául is elkészült.

## 2007 - kislánya születése
2007. március 2-án a San Remó-i Fesztiválon is előadták az Un cuore malatót.
2007-ben megszületett a kislánya, Lou. Lara féltve őrzi magánéletét, nem sokat beszél róla. Nem engedi, hogy kislányáról videófelvételek készüljenek.

## Magánélete
- Rick Allison volt Lara első szerelme.Kapcsolatuk 1990- 1997- ig tartott.Szakmai együttműködésük 2003-ban szakadt meg. Allison fedezte fel Larát és tette híres énekessé.
- Lara Fabian nagy szerelme Patrick Fiori volt.Kapcsolatuk 2 évig tartott ( 1998- 2000).
- Gerard Pullicino szintén olasz származású francia zeneszerzővel való, 2012-ig[6] tartott kapcsolatból született a lánya.
- 2013-ban a legnagyobb titokban, egy év ismeretség után összeházasodott az olasz Gabriel Di Giorgio bűvész, illuzionistával.[7]